# 爱野美奈子
愛野美奈子（Sailor Venus），是武內直子創作的著名日本動漫作品《美少女戰士》女主角之一。系列中，愛野美奈子是以水手服戰士的身分保護太陽系免於受邪惡力量的侵害。
愛野美奈子是月野兔發現的第四名水手服戰士，然而她是第一個被喚醒力量的戰士，甚至比月野兔更早。她擁有愛與美及光與金屬的力量。在漫畫和動畫系列中，她的夢想是成為人氣偶像，但在真人版中，她的角色設定是明星。
愛野美奈子是武內直子的短篇漫畫系列《水手戰士V》的主角，那是《美少女戰士》的前傳故事。在《美少女戰士》的早期部分中，她以化名Sailor V（Venus的縮寫）出動，並給予其個人背景故事。《水手戰士V》的故事情節都與後期系列兼容，但一般被認為兩者是分開的。後來，她跟火野麗於一個特別的短篇故事中出現，名為《阿麗與美奈子的女校之戰》。

## 人物性格

### 漫畫與動畫
愛野美奈子在《水手戰士V》中首次出現並成為主角。她在13歲時，她被白貓阿提密斯喚醒為水手服戰士，並指示她擔任美少女戰士的Sailor V的職務。阿提密斯解釋指金星與地球是相同大小與重量的「雙星球」，而金星是其「母星」，她必須保護地球免受敵人的侵害。他向美奈子展示圍繞著金星軌道運行的麥哲倫城堡，並說是屬於她的，然而這些城堡的存在直到《美少女戰士》系列的後期才透露給其他戰士成員知道。在故事的第一章中，她首先以紅色蝴蝶結頭飾擊敗一個英俊的敵人，自此它幾乎總會出現。
愛野美奈子被描繪為運動員般的健壯、友好、浪漫、適應能力強及聰明。她非常多才多藝，在其他人面前會表現得很優雅、聰明和得體。在《水手戰士V》中足以獲得其動漫改編時，武內直子被要求把概念擴大以包括更多女孩，當她這樣做時，她把月野兔列為主角，而美奈子則成為團隊中的一員。
在動畫中，愛野美奈子以Sailor V的身分在倫敦花了一些時間，她在那裡遇到了一位名叫Katarina的年輕國際刑警人員，她以姐姐的身分教導美奈子英語，美奈子還跟一個名叫Alan的年輕男孩墜入愛河。在Sailor V抓到一名罪犯扔下一枚手榴彈，並假定他已死，她見到Alan與Katarina在一起，並意識到兩人已經成為一對戀人，不久之後她便回到了日本。她於漫畫中到處遊歷，曾到訪希臘和中國。
愛野美奈子於戰鬥中遇到其他的水手服戰士，她的性格比較嚴肅，並且非常關注很於她們作為水手服戰士的使命。在漫畫中，她甚至告訴眾人指自己就是她們一直在尋找的公主，儘管事實上她只是作為誘餌以保護真正的公主—阿兔。在整個第一輯故事中，她是迄今為止擁有銀千年時期最強烈轉世回憶的人。
雖然愛野美奈子在《美少女戰士》系列中很少提及她的家庭生活，只知道她跟父母同住，就如月野兔的家庭一樣，都是以武內直子的家為基礎。她一家人居於港區立芝公園附近，而阿提密斯也跟美奈子同住，也是其密友之一。對於前幾輯故事中，愛野美奈子跟其他成員到不同的初中（港區立芝公園中學）上學。當她進入高中時，她轉到阿兔、阿美和真琴的十番中學就讀。她最大的愛好之一是排球，在《水手戰士V》及整個系列的其他部分都有提及，她甚至考慮退出水手服戰士而成為一名專業球員，並在高中時加入排球學會。她最喜歡的學科是體育科；在漫畫中，她最不喜歡的科目是數學和英語。在動畫中，美奈子曾於英國生活過一段時間，她熟練地掌握了這種語言（在某集裡她的語言技巧比水野亞美的更精煉），這使阿兔央求美奈子教導她。
愛野美奈子另一個最大的興趣是流行文化。她拼命地想成為偶像，因此她以一種愛好來追逐他們，並盡可能地參與演技、跳舞及唱歌的試鏡工作。她以「愛的戰士」來自稱，並享受款待朋友與跟相熟的人談起愛情的建議。儘管她宣稱自己有這方面的專長，美奈子本人在戀愛關係方面只有少量經驗（除了在《水手戰士V》的漫畫中出現短暫和命運多舛的愛情），但她對浪漫機會充滿熱情—甚至是對系列中兩個時段的敵人。
在整個《美少女戰士Sailor Stars》的故事情節中，美奈子戀上夜天光，她在某集中有個自己作為一隻貓咪的邪惡想法，夜天光給她流鼻血—這是動漫中性刺激的一個常見的象徵。相比之下，美奈子在漫畫中懷疑夜天光成為其敵人；當面對星光的同時，她跟阿麗重申她們並不需要男人，因為她們的職責是要把自己的生命獻作保護公主。

### 真人版
不論是漫畫與動畫版，愛野美奈子的夢想都是成為偶像，在真人版的《美少女戰士電視劇》中，把她描繪成為一位著名的歌手，其粉絲群包括了頭號粉絲月野兔。她的首張專輯《模仿》，在她跟阿提密斯與成為水手服戰士之前經已推出，但其顯示在屏幕上的曲目預示著後來的劇情發展，如：《傳說的起源》、《模仿》、《聖誕女孩，不要失去！》、《愛vs夢想》、《快樂地》、《秘密！》、《橙色的心》、《白色的約會》及《變身！力量！》。
在真人版中，愛野美奈子秘密地以女主角及偶像的身分過著雙重的生活 — 她作為歌手而聞名，同樣是眾所周知的Sailor V。她跟團隊中的其他女孩完全分開，但留意得到每個人的平民身份。跟其他系列一樣，美奈子最終放棄了Sailor V的幌子，轉而以她的真實身分Sailor Venus示人。儘管如此，她只是稍為參與其他人的交流，並且對她們作為守護者的有效性表示不贊同。她由於缺乏她們的專注而感到沮喪，並因此與她們保持距離。後來所揭示的原因是她得了絕症，因此不希望她們變得親近，然後對她有可能的死亡感到難過。
當其他水手服戰士得知美奈子跟Sailor V是同一個人時，她們把這個消息對不負責任的阿兔隱藏了一陳子。跟美奈子最親密的朋友是跟她有著衝突關係的火野麗，阿麗本應是團隊的副領袖，但她最初不如美奈子般技巧熟練，並對她的建議表示不滿。雖然她們經常互相不同意並競爭，但她們彼此之間建立起極大的尊重，以致美奈子有時會讓她放鬆警惕，並最終向她透露其病情，與她自己作為水手服戰士命運的感受。
在個性方面，真人版的美奈子深感莊嚴和不苟言笑。除了她那未命名的疾病的併發症外（某集裡醫生告訴她只有六個月的壽命），她對前世集體生活的迷戀使她感到與世隔絕，使她認為現在的生活變得不重要。然而，她似乎真的很喜歡唱歌，並且展示其小淘氣鬼的一面，特別是在她跟阿提密斯的關係中。
跟漫畫中一樣，愛野美奈子於系列中部分時間冒充月亮公主作為誘餌。她似乎意識到自己的真實立場，經常危及自己的安全以保護真正的公主Sailor Moon。在一個轉折點中，阿兔作為美奈子的誘餌以逃避一班想得到偶像簽名粉絲的糾纏。她這樣做是因為她認為美奈子需要暫時離開明星地位的虛飾。美奈子也因此被感動，並且以阿兔作為朋友的關心，以至試圖保護她免受美奧（Mio Kuroki）的傷害（她懷疑那人是與黑暗王國合作傷害阿兔的人）。
在系列的尾聲，據透露有一個手術可能會治癒美奈子的病情或近乎把她殺害，然而她拒絕接受手術，她寧願隨自己能活多久就多久，但是其他成員卻說服她要抓住任何能夠生存的機會。曾經顯示她離開醫院，當日傍晚，阿提密斯到阿麗的寺廟告訴眾人美奈子的死訊。然而，她確實給每個人留下了一張字條，以作告別。在最後的戰鬥中，阿麗使用美奈子的武器—金星匕首，跟她自己的火星匕首一同使用。儘管愛野美奈子於最後的戰鬥前去世，阿兔在結局中利用幻之銀水晶給她第二次生命 ，這使她能夠參與DVD的特別篇中的戰鬥，使她在戰鬥中也可以阿麗的武器（她仍在醫院時）。

## 各方面與形式
愛野美奈子作為一個擁有不同的化身、力量、特殊的能力、變身及永恆延長壽命的角色，她擁有幾乎實質上跨越銀千年時代和30世紀這漫長的壽命，美奈子隨著系列的進展而獲得多方面的身分及別名。 

### 金星公主
根據漫畫，在銀千年時代，Sailor Venus也是其所屬星球—金星的公主。她是保護月亮王國倩妮迪公主的團隊首領。作為金星公主，她居於麥哲倫城堡並穿著黃色的禮服 — 這種形式出現在原版漫畫及補充藝術中。在《水手戰士V》中顯示，她得到安迪米奧國王指揮下，她的軍隊中一名步兵阿多尼斯（Adonis）的鍾情，然而他的愛慕並沒有引起金星公主的注意，因愛成恨的他在轉世後成為黑暗帝國的反派。
武內直子曾把她畫進四天國的領袖古舒達的懷抱中，在《原版圖畫集第一冊》中，武內直子表示希望探索這種關係可能性。跟其他角色不同，金星公主跟古舒達在系列中進行了探索：在一次回憶中，在一段關於愛情的對話中，美奈子臉紅了，而古舒達也似乎心慌意亂。在《水手戰士V》的最後一章中，金星公主表現得迷戀著古舒達。在《美少女戰士Crystal》中，事實證明Sailor Venus與古舒達在月亮王國期間相戀。這也在第一部美少女戰士音樂劇《黑暗王國外傳》中說明，還在「美少女戰士：另一個故事」的遊戲中提到。

### 水手服戰士
愛野美奈子主要的水手服戰士的身分是Sailor Venus。Sailor Venus穿著橙色的水手服（耳環、項鍊、領，蝴蝶結中心、手套上的肘部配件、裙子、還有一對橙色高跟鞋再配上腳踝套帶），配以海軍藍色的蝴蝶結及黃色的頭飾寶石和背後的蝴蝶結，並保留她未變身前頭上佩戴的紅色蝴蝶結。在真人版中，她的這個蝴蝶結只出現在某個戰士形態中，並且在中央有一顆寶石（在《美少女戰士SuperS》中，背後的蝴蝶結會加長、雙肩多一層透明薄紗）。在漫畫、真人版系列及《美少女戰士Crystal》中，她在腰部佩戴了一個名為「光速連鎖（Wink Chain）」，她有時會用它作為武器。她在各個系列中獲得了特定的頭銜，包括「愛的戰士」、「愛與希望的戰士」及「愛與美的戰士」。她的性格跟平時並沒有甚麼不同，但她必須變身成為Sailor Venus才能獲得她的異能力量。
在日語中，金星的第一個字是代表金屬，特別是金，而第二個字是天體。她跟其他水手服戰士不同，她的異能並非源自其所屬星球名字的元素，而是參考自古羅馬神話中的女神維納斯。金屬確實出現在她所使用作為武器的特殊鎖鏈中，她也有一些攻擊以「新月」命名，主要出現於她成為Sailor V期間獲得。
Sailor Venus原則上是保護倩妮迪公主的團隊首領。在漫畫中作為領袖的她被委以重任，利用銀水晶把石刃製成毒劍來把貝爾女王殺掉。
僅在真人秀系列中，在她的介紹下，為了代表她假裝成為月亮公主，Sailor Venus的水手制服跟其他成員略有不同。她在額頭上貼有月牙符號代替頭飾（正如她在Sailor V時所做的那樣），並戴著假的銀水晶冠冕。後來寶石被揭露為假的，當月野兔被揭示為真正的公主時，她獲得正常的頭飾。其他角色以這種形式稱她為「Sailor Venus公主」。在漫畫中，她並沒有不同的頭銜或冠冕，但直至阿兔被揭露其作為公主的真實身分前，她確實保留了額頭上的新月。
隨著她的力量變得更強壯，Sailor Venus獲得額外的力量，並在關鍵點中，她的制服變化反映了這一點。這種情況首先出現於漫畫的第39集，當她獲得金星水晶，她的裝備變得類似於超級Sailor Moon，然而她沒有被給予新的頭銜。類似的事件分別於動畫的第143集及第154集之間發生，而她被命名為Super Sailor Venus。第三種是僅限漫畫形式出現於第42集，她沒有被給予新的頭銜但類似於永恆Sailor Moon（有翅膀那個）。

### Sailor V
在初步形式中，愛野美奈子在其他水手服戰士被喚醒之前都是單獨戰鬥的。她習慣於分散敵人的注意力，讓對方以為她是月亮公主，同時試圖尋找真正的月亮公主。她以Sailor V的名稱行動時穿著不同的制服，最顯著是她戴著一個紅色的面具，她的外表和力量融合了新月圖案的使用。在《美少女戰士》的早期故事情節中，她是個偶像，月野兔亦是其忠實粉絲。她稱自己為正義的戰士。而V是代表金星的縮寫，她有時也會這樣介紹自己，雖然沒有其他角色這種形式這樣做。這個形式以豆釘兔的兩篇圖畫日記的番外篇故事出現，是第一個和第三個，設定於在第二輯和第四輯故事中。前者被選中可能是由於因為她知道其中一個自己正在營救的人是Sailor V的粉絲，而後者則完全沒有解釋。
由於愛野美奈子的創作是早於《美少女戰士》的跨媒體製作，她性格的某些方面是跟其他成員略有不相容。例如，她的魔法攻擊缺乏嚴格的基本規則：金星通常跟中國占星術有關，但她的攻擊大多是跟光和愛情相關。結合「愛情元素」是源於羅馬神話維納斯。
Sailor V的水手服大多是藍色和紅色的，包括肩甲、四分袖、同色的寬條紋。她穿的是襯衫而不是緊身衣，以及其特色的紅色面具。有些細節因版本而異：在漫畫和真人版系列中，她的襯衫有袖子和光滑的手套，而動畫版的是戴著環形手套和無袖的襯衫；偶爾在漫畫中可以看到，陪襯著這身裝束的靛藍高跟鞋的皮帶上有個微小新月形的裝飾物，儘管這些裝飾物經常因插圖而異。動畫作品為她增加了第二層護肩，省略了通常可見於其額頭上的新月，並在衣領上加了第二條紋。在真人版系列中，Sailor V胸前的蝴蝶結是深粉紅色的，就如同Sailor Moon制服上的紅色部分，但她的面具和頭髮上的蝴蝶結都是紅色的。

## 特別技能與力量
愛野美奈子被描繪為在平時擁有臨界線超能力的人，例如能夠在阿兔家門的地面一跳就跳到房間，以及在她的純水晶的心從她的身體中提取後，她也能夠跑得比汽車快（有些東西立即淘汰其他的戰士，然後殺害天王遙及海王美智留）。儘管如此，她跟其他水手服戰士一樣，必須進行變身才能獲得異能。要變身成為Sailor Venus，她必須於空中拋起一個特殊裝置（變身筆、手鐲、變身棒或水晶），並喊出一個特殊的口號來變身，最初是「金星力量，變身」隨著她的力量變得更強大並獲得新的變身裝置，她的口號改為：「金星星光力量」、「金星行星力量」及「金星水晶力量」。
愛野美奈子變身成為Sailor V並沒有清楚地顯示出來 — 在Sailor V漫畫中，她舉起自己的變身筆並大喊「月亮力量變身」，透過首先說出「新月」一詞，她可以使用她的「新月契約」來偽裝，此亦用於《美少女戰士》漫畫中。在真人版系列中，她展示她放在行李箱中的制服，但她也在跑下街的同時瞬間變成Sailor V。雖然她作為Sailor Venus的真實身份優先於她臨時偽裝而成的Sailor V，然而在其個人的漫畫系列中，她使用了一些獨特的招式。她最重要的物品是「新月契約」，她曾經用來獲得能量以作主要攻擊的「新月光線」（擊倒敵人的光束）。她還有多種物理攻擊，這都是參考自她的守護星 ，及詼諧地命名她一次性的武力。「新月契約」必須置於月光下充電。它也可以用作鋒利的投擲武器，在漫畫系列中，她甚至維持作Sailor Venus的身分。在真人版中，她有一個相同的項目，但它不會加倍成為一個契約，稱為「新月刀」。她用於變身成為Sailor V的變身筆有一個可擴展的天線，用於聯繫「老闆」，無論用它來書寫甚麼，它都總是正確的。她後來用同一支變身筆來變身成為Sailor Venus。這種形式不會在Sailor Venus變身後丟失，就如番外篇中所示。
在《美少女戰士》的動漫中，Sailor Venus首個主要攻擊再次是「新月光線」，這次不需要使用任何物件就做到。她在真人版系列中使用了類似的力量，但並沒有使用任何物件或任何口號，但在漫畫中卻沒有這樣的東西；相反，她使用的是「心動震激」，這只在真人版系列中出現了一次。她在不同的改編中的首次攻擊是「愛神維納斯鎖鏈」，它以漫畫和真人版系列中使用纏繞在Sailor Venus腰間的鎖鏈作為攻擊。這仍然是她在第二輯故事其餘部分，以至整個第三輯及第四輯的大部分的主要攻擊，而鎖鏈本身具有種變化的用法，呈現不同的形狀的鏈接。在漫畫和真人版系列中，鎖鏈的連結呈圓形的，但在動畫版則是心形的。「維納斯光速連鎖劍」出現於漫畫版的第24集裡，而「愛神維納斯月亮鎖鏈」則在她於第102集裡偽裝成Sailor Moon的攻擊。
當美奈子採用她的第二個戰士方式時（動畫中的超級Sailor Venus），她獲得了她最強大的攻擊—「金星愛美神彈衝擊」。在漫畫中，她還獲得其水手水晶與她所有力量泉源的金星水晶。在真人版中，她得到由阿提密斯給予的鈴鼓式武器—「星光戰士鈴鼓」。同樣在真人版系列中，當美奈子發現自己作為戰士的真正潛能時，她以「心動震激」作出攻擊，那是一個心形彩虹的能量束，但只是使用過一次；她在漫畫中已更早地使用過這種攻擊。

### 變身力量
| 版本          | 日文原版 | 英文                          | 中文                 |
| 漫畫版        |          |                               |                      |
| ------------- | -------- | ----------------------------- | -------------------- |
| 第1階段       |          | Venus Power, Make up!         | 金星力量，變身！     |
| 第2階段       |          | Venus Star Power, Make Up!    | 金星星光力量，變身！ |
| 第3階段       |          | Venus Planet Power, Make Up!  | 金星行星力量，變身！ |
| 第4階段       |          | Venus Crystal Power, Make Up! | 金星水晶力量，變身！ |
| 動畫版        |          |                               |                      |
| 第1階段       |          | Venus Power, Make up!         | 金星力量，變身！     |
| 第2階段       |          | Venus Star Power, Make Up!    | 金星星光力量，變身！ |
| 第3階段       |          | Venus Crystal Power, Make Up! | 金星水晶力量，變身！ |
| 真人版        |          |                               |                      |
|               |          | Venus Power, Make up!         | 金星力量，變身！     |
| Crystal動畫版 |          |                               |                      |
| 第1階段       |          | Venus Power, Make up!         | 金星力量，變身！     |
| 第2階段       |          | Venus Star Power, Make Up!    | 金星星光力量，變身！ |
| 第3階段       |          | Venus Planet Power, Make Up!  | 金星行星力量，變身！ |

### 必殺技

#### 動畫版
| 90年代動畫版 | 90年代動畫版                                       | 90年代動畫版                   | 90年代動畫版                                                       | 90年代動畫版          | 90年代動畫版     | 90年代動畫版     | 90年代動畫版         |
| 初次出現回數 | 日文原版                                           | 英語                           | 台灣翻譯 (華視)                                                    | 台灣翻譯 (MOMO親子台) | 香港翻譯 (TVB)   | 大陆翻译         | 香港翻譯(VHS/LD/VCD) |
| --- | -------------------------------------------------- | ------------------------------ | ------------------------------------------------------------------ | --------------------- | ---------------- | ---------------- | -------------------- |
| 33 | クレッセント・ビーム                               | Crescent Beam                  | 雙合月光 月光出擊 弦月光束 新月光束 新月光線 彎月光束 弦月神功光束 | 新月光束              | 新月光線         | 漸強光束、出击！ |                      |
| 兩枚新月組合在一起化作泡沫，為右手食指蓄力，然後將右手食指對准前方發射出一道金色的灼熱光束擊穿目標。 |                                                    |                                |                                                                    |                       |                  |                  |                      |
| 52 | クレッセント・ビーム・シャワー                     | Crescent Beam Shower           | 弦月神功光束暴雨 金星弦月神功                                      | 新月暴雨光束          | 新月光線Shower   | 月之力，升级！   |                      |
| 新月光束的升級版，有更大的破壞力及攻擊範圍。將全身的力量匯聚在右手食指上，把發射的光束分割成無數箭雨射向敵人。 |                                                    |                                |                                                                    |                       |                  |                  |                      |
| 65 | ヴィーナス・ラブ・ミー・チェーン                   | Venus Love Me Chain            | 金星愛我神鏈 金星愛的鎖鏈 (VCD)                                    | 維納斯戀愛鎖鏈        | 愛神維納斯鎖鏈   | 金星鏈、出击！   |                      |
| 新月光束的能量轉化為金色的發光愛心鎖鏈呈螺旋狀包圍着自身，高举的右手以兰花指的姿势指向目标，锁链的前端开始对目标进行攻擊。锁链可从各种角度对敌人进行打击，还可以綑綁目標，以及拖动远处的重物。有时也可以用来拯救自己或同伴。                                                                                              |                                                    |                                |                                                                    |                       |                  |                  |                      |
| 154 | ヴィーナス・ラブ・アンド・ビューティ・ショック     | Venus Love And Beauty Shock    | 維納斯愛情與美感的大震撼                                           | 金星愛與美大衝擊      | 金星愛美神彈衝擊 |                  | Venus愛與美震盪      |
| 右手手掌出现的金星符号发出无数滚动地金色星光集中在嘴唇上，然后用飞吻创造出一个金色爱心光弹，在围绕自身形成一圈后再次合而为一，旋转着发射出去，将敌人一一击破。 |                                                    |                                |                                                                    |                       |                  |                  |                      |
| Crystal（新版動畫） |                                                    |                                |                                                                    |                       |                  |                  |                      |
| 初次出現回數 | 日文原版                                           | 英語                           | 台灣翻译 (台視HD)                                                  | 香港翻譯 (ViuTV)      |                  |                  |                      |
| 8 | クレッセント・ブーメラン                           | Crescent Boomerang             | 新月迴旋鏢                                                         | 新月迴旋鏢            |                  |                  |                      |
| 单手将散發出橘黃色光辉的月牙形迴旋鏢向敌人投射出去。此技不限一次，可以发动好几回。 |                                                    |                                |                                                                    |                       |                  |                  |                      |
| 11 | ヴィーナス・ラブ・ミー・チェーン                   | Venus Love Me Chain            | 金星愛我神鏈                                                       | 愛神維納斯鎖鏈        |                  |                  |                      |
| 将缠有金色光之能量的腰链向敌人甩去，将敌人捆绑起来后释放出能量将敌人击倒。 |                                                    |                                |                                                                    |                       |                  |                  |                      |
| 18 | ローリング・ハート・バイブレーション               | Rolling Heart Vibration        | 旋轉心震動                                                         | 心動震激              |                  |                  |                      |
| 双手间产生出一个旋转的金色爱心光环，然后将双臂伸向前方，将爱心光环从双手间发射出去攻击敌人。 |                                                    |                                |                                                                    |                       |                  |                  |                      |
| 27 | ヴィーナス・ウインク・チェーン・ソード             | Venus Wink Chain Sword         | 金星眨眼鏈之劍                                                     | 維納斯光速連鎖劍      |                  |                  |                      |
| 一眨眼创造出的金色爱心化作圣剑，并用双手握着圣剑加速旋转像投掷鏈球一样猛地将圣剑投掷出去，随后从腰间飞射出四条腰链穿过圣剑化作的大量爱心泡沫后开始叩击地面直奔敌人，将敌人贯穿。 |                                                    |                                |                                                                    |                       |                  |                  |                      |
| Eternal 劇場動畫版 |                                                    |                                |                                                                    |                       |                  |                  |                      |
| | ヴィーナス・ラブ・アンド・ビューティ・ショック     | Venus Love and Beauty Shock    |                                                                    |                       |                  |                  |                      |
| 右手手掌出現的金星符號發出金色的星光，一眨眼後從飛吻創造出一個橙色的發光平面愛心，將其投射出去後瞬間從身後飛出一條裝飾着橙色玫瑰花的金星愛我神鏈攻擊敵人。神鏈打在敵人身上時，會將玫瑰花打散。 |                                                    |                                |                                                                    |                       |                  |                  |                      |
| Cosmos 劇場動畫版 |                                                    |                                |                                                                    |                       |                  |                  |                      |
| | ヴィーナス・ラブ・アンド・ギャラクティカ・ショック | Venus Love and Galactica Shock |                                                                    |                       |                  |                  |                      |
| 邪惡版永恆Sailor Venus雙手戴上嘉拉西亞賜予的手鐲而受其控制的招式。右手手掌出現的金星符號發出金色的星光，一眨眼後從飛吻創造出一個橙色的發光平面愛心，並圍繞自身創造出一圈複數的愛心，然後愛心合而為一旋轉着朝Sailor Moon快速飞去。旋轉的愛心在撞上Sailor Moon的防护罩時迸發出激烈的星光，最後在Sailor Moon的加力下給彈飛。 |                                                    |                                |                                                                    |                       |                  |                  |                      |

#### 真人版
| 12 | ヴィーナス・ビーム                   | Venus Beam              | 金星光束               |
| 剧中没有念出该技的名称。双手以兰花指的姿势组合在一起后给它一个吻，随后左臂朝上，用右手指尖对着敌人射出一道金色的持续性能量光束。 一次也可以连射出两发光束来牵制敌人。全剧一共登场四次，首次登场时将佐伊赛特给成功击退，此后都对妖魔无效。 |                                      |                         |                        |
| 18 | ヴィーナス・ラブ・ミー・チェーン     | Venus Love Me Chain     | 金星愛我神鏈           |
| 缠上光之能量的腰链化作一条又粗又长的橙色光鞭抽打敌人。 通常在消灭妖魔时需要和同伴两面夹击才会发挥作用。单独发动此技也可以用来反弹敌人的攻击。                                                                                             |                                      |                         |                        |
| 46 | ローリング・ハート・バイブレーション | Rolling Heart Vibration | 心動震激（旋轉心震動） |
| 战士之力觉醒时的招式。双手在胸前组成爱心的姿势左右摆动一周，然后向上伸展开双臂，随即释放出一连串的彩虹色爱心光环将敌人给震飞。 |                                      |                         |                        |

- 金星武器—金火雙刃

#### 漫畫版
| 日文原版                                           | 英語                           | 大然文化                                    | 天下出版                          | 中国对外翻译出版                                                                                               |
| -------------------------------------------------- | ------------------------------ | ------------------------------------------- | --------------------------------- | --- |
| セーラーV・キック                                  |                                | 踢                                          | 飞腿                              | 飞腿 |
| クレッセント・ブーメラン                           | Crescent Boomerang             | 新月迴旋鏢                                  | 新月迴力鏢                        | 月光镖·旋转 月牙飞镖                                                                                           |
| ヴィーナス・ラブ・ミー・チェーン                   | Venus Love Me Chain            | 金星·愛之鏈 金星愛我鏈                      | 維納斯愛神鎖                      | 維納斯·愛之鏈！                                                                                                |
| ローリング・ハート・バイブレーション               | Rolling Heart Vibration        | 長·心·震動 旋轉·心·震動                     | 心靈振動波 心型振動波             | 爱心·旋转·震动 旋转心振动                                                                                      |
| ヴィーナス・ウインク・チェーン・ソード             | Venus Wink Chain Sword         | 金星眨眼鏈之劍 金星眨眼鏈劍                 | 維納斯連鎖光速劍 維納斯光速連鎖劍 | 維納斯，粉紅色之鏈！ 维纳斯风之链飞吧！                                                                        |
| ヴィーナス・ラブ・アンド・ビューティ・ショック     | Venus Love And Beauty Shock    | 維納斯之愛美麗的攻擊 金星維娜斯之愛美麗衝擊 | 維納斯唯美愛神棘                  | 维纳斯！摧魔薔薇！爱神冲击波！（14卷初版） 维纳斯·爱之链！看鞭！（14卷再版） 维纳斯·爱之链！亮丽登场！（15卷） |
| ヴィーナス・ラブ・アンド・ギャラクティカ・ショック | Venus Love And Galactica Shock | 金星！愛情·銀河之影·攻擊                    | VENUS！愛和銀河的攻擊             | 维纳斯！爱之链·卡拉古提卡攻击！                                                                                |

#### 漫畫版 (水手V)
| 日文原版 | 英語                                  | 大然文化                                                                                                  | 天下出版 | 中国对外翻译出版                   |
| -------- | ------------------------------------- | --- | -------- | ---------------------------------- |
|          | Crescent Beam                         | 新月光束                                                                                                  | -        | 新月光线                           |
|          | Venus Power! Love Crescent Shower     | 愛神的力量！愛之新月的力量！覆蓋大地！ 金星力量！接受愛之新月力量的洗禮吧！ 金星·力量，愛之新月光束沐浴！ | -        | 金星威力！爱之新月光线！洒下来吧！ |
|          | Crescent Boomerang                    | 新月迴旋鏢                                                                                                | -        | 新月回力刀                         |
|          |                                       | 水手戰士V踢                                                                                               | -        | 出击 飞踢                          |
|          |                                       | 水手戰士V攻擊                                                                                             | -        | 粉碎拳                             |
|          |                                       | 水手戰士V旋轉升龍拳                                                                                       | -        | 水手维纳斯，旋转，出击！！         |
|          | Crescent Super Beam                   | 新月光束                                                                                                  | -        | 新月超级光线                       |
|          |                                       | 小V式的揉擦法！水手戰士V按摩！                                                                            | -        | 式合掌攻击！                       |
|          | Crescent Slender Beam                 | 新月瘦身光束                                                                                              | -        | 新月苗条光线                       |
|          | V-chan's Sword                        | - | -        | 用「小V的长刀」施以剖腹之刑        |
|          | Venus Sulfur Smoke                    | - | -        | 金星磺胺气体                       |
|          | Venus Iron Muscle Punch               | - | -        | 水手V的钢臂铁拳，出击！!                |
|          | Venus Brand: Mosquito Incense Typhoon | - | -        | 维纳斯牌蚊香台风                   |
|          | Venus Ten-Billion Volt Rockin' Rouge  | - | -        | 维纳斯百亿伏特摇滚红宝石           |
|          | Venus Love Megaton Shower             | - | -        | 维纳斯爱的百万吨级沐浴             |

## 發展
在《水手戰士V》與《美少女戰士》系列之間的過渡中，愛野美奈子的基本角色設計上並沒有改變—事實上，作者武內直子寫道，從她創建角色的一刻起，美奈子的概念幾乎沒有變化。連載Sailor V的雜誌《Run-Run》，旨在根據角色製作OVA，但就在製作之前該公司破產了，因此美奈子從主角被退居至邊線成為美少女戰士的一員（配角），成為武內直子的遺憾。
在愛野美奈子以Sailor Venus的新形式中，她有一件新制服，這在設定一款用於出版物之前曾經歷多個變化。在系列的早期各水手服戰士也有一套完全獨有的制服，而Sailor Venus的制服靈感是源自其Sailor V的制服。Sailor V制服上的顏色大多為深藍色，而胸前的蝴蝶結為橙色（並非蝴蝶結形狀的），並包括一個新月的裝飾圖案、顯眼的盔甲，以及紅色與白色條紋。她頭上的紅色蝴蝶結和Sailor V標誌性的面具也出現了。後來，武內直子對這些草圖感到驚訝，並表示自己不記得曾經畫過它們。
在日本漢字中，愛野美奈子的名字結構為雙關語，這樣她的名字也可以被理解為「愛的美麗孩子」。這個名字有個基於金星的雙關語，而Sailor Venus是源於羅馬神話中的愛神。由於愛野美奈子從之前的系列中「移植」過來，跟其他戰士不同的是，她的姓氏並非以其所屬星球的漢字作為開始，而這個星球本來就應以「金」為開始。然而，美奈子跟眾人一樣作為其星球主要元素的代表，她跟羅馬的愛神維納斯有「難以避免」的關係。角色的名字也用非常規現存的讀物，在日文中近似於「維納斯」。

### 聲演及演出
在日本電視動畫中，愛野美奈子由深見梨加聲演，而住友七繪從《SuperS》第163集起作為暫時接替的部分，而伊藤靜於《美少女戰士Crystal》及其後的版本中聲演愛野美奈子。
在《美少女戰士音樂劇》中，愛野美奈子由13位女演員飾演，分別為：鈴木奈奈、征矢千鶴（Sakae Yamashita，在音樂劇的原聲中出現）、中谷果夏、宮澤明子、小谷美裕、稻田奈緒、中村有希、村田步、渡邊瑞枝、澀谷桃子（Momoko Shibuya）、日美偶像繪梨香（Erica）、坂田詩織（Shiori Sakata）、，其他的還有長谷川里桃（Rimo Hasegawa）、樋口日奈、中田花奈、Sena、高出裕子（Yu Nakanishi）及（Saya Goto）。
在《美少女戰士真人版電視劇》中，愛野美奈子是由小松彩夏飾演。

## 評價
在1992年，《美少女戰士》的官方角色人氣民意調查把愛野美奈子與Sailor Venus及Sailor V分作三個獨立的個體。讀者從38個最受歡迎角色選擇中，Sailor Venus位列第二，Sailor V在第九位，而愛野美奈子在第十位。一年後，在50個選擇中，愛野美奈子成為最受歡迎角色第5位，Sailor Venus排名第7位，而Sailor V排名第10位。1994年，讀者從51個選擇中投選，Sailor Venus於最受歡迎的角色排名第12位，愛野美奈子是第14位，而Sailor V則是第19位。在1996年初，從51個選擇當中，讀者投選Sailor Venus排名最受歡迎角色的第17位，而愛野美奈子再度居於第14位，而Sailor V則沒有排名。
愛野美奈子是所有水手服戰士中擁有自己的異能最長久的成員，也由於此，珍妮花·布朗認為她的自我價值觀跟她對自己力量的信心更加相關。布麗姬·艾弗遜（Brigid Alverson）在關於《水手戰士V》的東西寫道，她形容美奈子比阿兔更有活力，指她雖然不是一個好學生，她是個「有著強大心靈的活潑女孩」以形容她在漫畫中跳來跳去。
《美少女戰士》曾推出一套五本書的系列，Sailor Moon及每名水手服戰士都各自有一本。此書後來由TOKYOPOP翻譯成為英語。